# Jeumeurang
Jeumeurang is een bestuurslaag in het regentschap Pidie van de provincie Atjeh, Indonesië. Jeumeurang telt 697 inwoners (volkstelling 2010).